# Канн Світлана Юріївна
Світлана Юріївна Канн (нар. 9 вересня 1948, Уржум) — українська художниця театру; лауреат премії Владислава Клеха за 1998 рік.

## Біографія
Народилася 9 вересня 1948 року в місті Уржумі (нині Кіровська область, Росія). 1974 року закінчила Краснодарське училище мистецтв.
Працювала художником Армавірського, художником-постановником Таганрозького драматичних театрів; з 1978 року — художником-постановником, з 1996 року — головним художником Донецького російського драматичного театру у Маріуполі.

## Оформлені вистави
- «Медея» Жана Ануя (1979);
- «Без вини винні» (1981) і «Вовки і вівці» Олександра Островського (2005);
- «Леді Макбет Мценського повіту» за Миколою Лєсковим (1985);
- «Гедда Ґаблер» Генріка Ібсена (1985);
- «Крижаний будинок» за Іваном Лажечниковим (1990-ті);
- «Трістан та Ізольда» за Олександрою Бруштейн (1990-ті);
- «Мірандоліна» Карло Ґольдоні (1991);
- «Іменини» (1996) та «Водевілі» Антона Чехова  (1997);
- «Тартюф» Мольєра (1997);
- «Маленькі трагедії» за Олександром Пушкіним (1999);
- «Одруження» Миколи Гоголя (1999);
- «Панночка» Ніни Садур (2000);
- «Анна Кареніна» за Левом Толстим (2002);
- «Романтики» Едмона Ростана (2004);
- «Прощальна гастроль князя К.» за Федором Достоєвським (2004);
- «Ніжне сердце» Володимира Соллогуба (2006).